# Werner Schlichting
Werner Schlichting (né le 27 juin 1904 à Berlin, mort le 8 mars 1996 à Oberalm) est un décorateur de cinéma germano-autrichien. En 48 ans de carrière, allant du cinéma muet aux années 1970, il participe à environ 120 films.

## Biographie
Schlichting est le second enfant de Paul Schlichting, tailleur, et de son épouse Emma Berg. Il commence une formation de peintre sur porcelaine. En 1919, il commence une formation comme peintre-décorateur de théâtre à Berlin.
En 1923, il travaille pour différents théâtres et pour son premier film, Les Nibelungen de Fritz Lang. En 1926, il est assistant sur le Faust de Murnau puis obtient un contrat avec l'UFA pour être directeur artistique. En 1931, il épouse Charlotte Fredersdorf, l'année suivante naît son fils Bernt. Le mariage dure peu de temps, le couple se sépare en 1935.
En raison de son succès, Joseph Goebbels lui propose la présidence de l'association des décorateurs du Reich. Schlichting refuse en trouvant des prétextes. Ce refus et l'influence politique au sein de l'UFA le conduisent à devoir s'installer à Vienne. Il travaille aussitôt pour Karl Hartl en 1934. Après la création de la société Wien-Film, il devient l'architecte en chef et le directeur artistique de Karl Hartl. Il revient de temps en temps à Berlin où vit son fils auprès de sa mère.
En 1948, il obtient la nationalité autrichienne. En 1950, il épouse Isabella Ploberger (née Hartl), diplômée en architecture et élève de Clemens Holzmeister, venue au cinéma, ayant déjà travaillé pour Tiefland. Isabella a deux enfants de son premier mariage. En plus d'un atelier à Vienne, le couple fait construire une maison à Mariazell. Ils travaillent le plus souvent ensemble.
Après la guerre, il obtient des engagements pour des grandes coproductions étrangères, dont celles de Walt Disney Pictures, telles que Quatre dans une jeep ou Heidi. Par ailleurs, il travaille toujours pour les théâtres viennois : le Wiener Kammerspiele (de), le Theater in der Josefstadt, le Volkstheater et le Volksoper.
À la fin des années 1960, le couple s'installe à Sant Joan d'Alacant et fait bâtir une maison dans le style mauresque. Werner Schlichting souffre d'une cécité progressive qui ne lui permet plus de vivre à l'étranger, le couple revient en Autriche en 1990. Il passe ses dernières années dans une maison de retraite tenue par des religieuses dans le château de Kahlsperg (de), à Oberalm.

## Filmographie
- 1924: Les Nibelungen
- 1926: Faust
- 1927: Luther
- 1928: Rutschbahn
- 1929: Großstadtschmetterling
- 1929: Wer wird denn weinen, wenn man auseinandergeht?
- 1930: Das gestohlene Gesicht
- 1930: L'Amour, maître des choses
- 1931: Der falsche Ehemann
- 1931: Le petit écart
- 1931: Nie wieder Liebe
- 1931: La Fille et le garçon
- 1931: Der kleine Seitensprung
- 1931: Calais-Douvres
- 1931: Émile et les Détectives
- 1931: Ronny (version allemande)
- 1931: Ronny (version française)
- 1932: Zwei Herzen und ein Schlag
- 1932: La belle aventure/Das schöne Abenteuer
- 1932: Tell Me Tonight
- 1932: La Chanson d'une nuit/Das Lied einer Nacht
- 1932: Wie sag' ich's meinem Mann?
- 1933: Ein Lied für Dich
- 1933: Tout pour l'amour
- 1933: Caprice de princesse
- 1933: Was wissen denn Männer
- 1933: Ihre Durchlaucht, die Verkäuferin
- 1934: Die Abschieds-Symphonie
- 1934: Mon cœur t'appelle/Mein Herz ruft nach dir
- 1934: Rhapsodie. Ein musikalisches Intermezzo aus dem Leben Franz Liszts
- 1934: Rêve éternel/Der ewige Traum
- 1934: So endete eine Liebe
- 1934: Ein Mann will nach Deutschland
- 1935: Viktoria
- 1935: Der Zigeunerbaron
- 1935: Casta diva
- 1935: Le Baron tzigane
- 1935: Künstlerliebe
- 1936: Die Leuchter des Kaisers
- 1936: Burgtheater
- 1936: Allotria
- 1936: La Chevauchée de la liberté (de)
- 1937: Cabrioles
- 1937: Serenade
- 1938: La Belle Hongroise
- 1938: Das Mädchen mit dem guten Ruf
- 1938: Gastspiel im Paradies
- 1938: Toi et moi
- 1939 : Bel-Ami de Willi Forst
- 1939: On a volé un homme
- 1939: Une mère
- 1940: Le Maître de poste
- 1940: Toute une vie
- 1940: Operette (de)
- 1941: Dreimal Hochzeit
- 1942: Sang viennois (de)
- 1942: Schicksal (de)
- 1942: Die heimliche Gräfin
- 1943: Die kluge Marianne
- 1943: Späte Liebe
- 1944: Schrammeln (de)
- 1944: Ein Blick zurück
- 1944: Der gebieterische Ruf
- 1947: Die Welt dreht sich verkehrt
- 1947: Grève d'amour
- 1947: Am Ende der Welt
- 1948: Gottes Engel sind überall
- 1948: Le Procès
- 1949: Wiener Mädeln
- 1949: Profondeurs mystérieuses
- 1950: Erzherzog Johanns große Liebe
- 1950: Prämien auf den Tod
- 1950: Der Schuß durchs Fenster
- 1951: Quatre dans une jeep
- 1951: Gangsterpremiere
- 1951: The Wonder Kid
- 1951: Maria Theresia
- 1952: Der Obersteiger
- 1952: Heidi
- 1953: Zwiespalt des Herzens (Die Venus vom Tivoli)
- 1954: Feu d'artifice
- 1954: Weg in die Vergangenheit
- 1954: Ma chanson te suivra
- 1954: La Fin d'Hitler
- 1955: Mozart (Reich mir die Hand, mein Leben)
- 1955 : Trois Hommes dans la neige (Drei Männer im Schnee) de Kurt Hoffmann
- 1955: Le Congrès s'amuse
- 1956: Kaiserjäger
- 1956: Mayerling - le dernier amour du fils de Sissi
- 1956: Die liebe Familie
- 1956: Fuhrmann Henschel
- 1956: Das Liebesleben des schönen Franz
- 1957: Wie schön, daß es dich gibt
- 1957: Die Heilige und ihr Narr
- 1957: Wien, du Stadt meiner Träume
- 1957: Die unentschuldigte Stunde
- 1958: Der Priester und das Mädchen
- 1958: Le Voyage
- 1959: Dans les griffes du tigre
- 1959: Jacqueline (de)
- 1960: Le Brave Soldat Chvéïk
- 1960: The Magnificent Rebel
- 1961: Le Dernier Passage
- 1961: Presque des anges
- 1961: Via Mala
- 1962: Anfrage (TV)
- 1962: Le Grand Retour
- 1962: Capitaine Sinbad
- 1963: Das Haus in Montevideo (de)
- 1963: Was soll werden, Harry? (TV)
- 1963: Émile et les Détectives
- 1965: 3. November 1918
- 1965: Der Alpenkönig und der Menschenfeind
- 1966: Standgericht (TV)
- 1966: Escrocs d'honneur (Ganovenehre)
- 1966: Longues jambes, longs doigts (Lange Beine – lange Finger)
- 1966: La Vengeance de Siegfried
- 1967: Rheinsberg (de)
- 1967: Herrliche Zeiten im Spessart
- 1968: Morgens um sieben ist die Welt noch in Ordnung (de)
- 1969: Wenn süß das Mondlicht auf den Hügeln schläft (de)
- 1971: Der Kapitän (de)
- 1971: Good Luck, Les Humphries! (TV)

## Source de la traduction
- (de) Cet article est partiellement ou en totalité issu de l’article de Wikipédia en allemand intitulé « Werner Schlichting » (voir la liste des auteurs).